# Linczényi Márk
Linczényi Márk, becenevén Márkó (Budapest, 1983. október 21. –) énekes-billentyűs, podcaster, a The KOLIN énekese.

## Pályafutása
A budapesti Berzsenyi Dániel Gimnáziumban érettségizett 2002-ben. Eleinte a Magyar Állami Operaház gyermekkórusában énekelt, majd zeneiskolában tanult. Középiskolában kémia-biológia szakos volt, az egyetemen magyar-kommunikáció szakon tanult. Mellette zongorázott és énekelt. 2007 tavaszán alapította meg a The KOLIN zenekart Simon Bálinttal és Ferenczi Gergellyel, első koncertjüket a Szigeten adták. 2015-ben a Hungary’s Got Talent című tehetségkutató show zsűrijének egyik tagja volt. Turai Barnabással közösen a Márkó és Barna Síkideg, Hajós Andrással közösen a Probléma Hajóssal és Márkóval című podcastet készíti.